# Доржиев, Цырендаши Ринчинович
Цыре́ндаши Ринчи́нович Доржи́ев (1912 — 3 января 1943) — советский снайпер, воевал на Северо-Западном фронте, уничтожил 297 немецких солдат и офицеров и один самолёт.

## Биография
Цырендаши Доржиев родился в 1912 году в улусе Барай Адаг (Усть-Бар) Верхнеудинского округа Забайкальской области (ныне в Мухоршибирском районе Бурятии) в семье крестьянина-бедняка. Его отец был кузнецом, столяром и чеканщиком. Кроме этого занимался охотой.
Цырендаши с 14 лет ходил на охоту вместе с отцом, который научил его меткой стрельбе, чтению звериных следов в тайге, охотничьей маскировке.
После революции Цырендаши стал посещать вечерние курсы ликбеза, днём же помогал родителям по хозяйству; летом ходил на покос, осенью убирал урожай, ухаживал за скотом.
Когда началась Великая Отечественная война, Цырендаши в августе 1941 года добровольцем уходит на фронт.

## На фронте
На первых порах он служил при полевой кухне, доставляя на конной повозке продовольствие. Такая служба не могла удовлетворить Цырендаши. Он обращается к командиру своего подразделения и говорит ему, что хотел бы стать снайпером. Командир удовлетворяет просьбу сибирского охотника и переводит его в 645-й стрелковый полк 202-й стрелковой дивизии 11-й армии Северо-Западного фронта.
В ноябре 1941 года Цырендаши Доржиев открывает счет своим победам: из замаскированного места уничтожает двух солдат вермахта, вышедших из блиндажа. Цырендаши продолжал увеличивать свой счет и в итоге гитлеровцы на этом участке вынуждены были передвигаться только ползком.
В Центральном архиве Министерства Обороны СССР есть этот документ об отваге снайпера Цырендаши Доржиева:

«Товарищ Доржиев — отличный снайпер. В боях за деревню Симонова 3 мая 1942 года Доржиев истребил 1 офицера, 4 пулеметчика, 2 наблюдателей, 18 солдат. И в этот же день Доржиев уничтожил немецкий истребитель „МЕ-109“. На 26 мая 1942 года снайпер Доржиев уничтожил 174 фашиста. Только в мае месяце снайперская пуля настигла 56 гитлеровцев. Товарища Доржиева представили к Ордену Ленина». Командир полка Дмитриев. Комиссар батальона Дробышев.— 
17 июня 1942 года командование Северо-Западного фронта наградило Цырендаши Доржиева орденом Ленина. Газета Северо-Западного фронта «За Родину!» 10 июня 1942 года писала: «Истребляй врага так, как снайпер Доржиев». В том же месяце Цырендаши вступает в ВКП(б).
Помимо охоты на живую силу противника Цырендаши Доржиев обучает новые кадры снайперов. В июне 1942 года в газете армии «Призыв к Победе» публикует статью Доржиева:

«Мною уничтожено 181 гитлеровцев. Мы начали обучать снайперскому мастерству молодых солдат. Обучение снайперскому мастерству очень сложное дело. После занятий мы проверяем бойцов на поле брани.

В первую очередь снайперу нужно очень хорошо изучить местность. На сегодня мною обучено 12 снайперов. Беру обязательство ещё столько же бойцов-снайперов подготовить, также обещаю, что до 1 июля доведу свой личный счет до 200 гитлеровцев»— 
По приглашению трудящихся Бурятии командование 11-й Армии в июне 1942 года посылает делегатов от фронтовиков. В делегацию вошёл и кавалер ордена Ленина Цырендаши Доржиев. Так ему довелось во время войны побывать на своей малой родине. Цырендаши выступал на митинге у своих односельчан, у рабочих на предприятиях. Народ горячо приветствовал своего земляка.
В сентябре 1942 года на боевом счету снайпера из Бурятии было уже 216 убитых солдат противника. Цырендаши был награждён медалью «За отвагу».
30 декабря снайпер, сержант Цырендаши Доржиев получил тяжелое осколочное ранение в голову, а 3 января 1943 года он скончался от смертельной раны в полевом госпитале «Валдай». Похоронен Цырендаши Доржиев в селе Мануйлово Парфинского района Новгородской области, в 30 километрах от города Старая Русса.
За 17 месяцев своего короткого боевого пути Цырендаши Доржиев уничтожил 297 немецких солдат и офицеров и сбил один самолёт.

## Награды
- Орден Ленина
- Медаль «За отвагу»

## Память
- В улусе Барай Адаг воздвигнут памятник Цырендаши Доржиеву.
- В Улан-Удэ есть улица Цырендаши Доржиева.
- Главная улица улуса Харьястка носит имя Доржиева.
- В улусе Хошун-Узур и в районном центре, селе Мухоршибирь, есть улицы, названные в честь Цырендаши Доржиева[1].